# Тортым
То́ртым — деревня в Кезском районе Удмуртской республики.

## География
Находится в северо-восточной части Удмуртии на расстоянии приблизительно 14 км на юго-восток по прямой от районного центра поселка Кез.

## История
Была известна с 1873 года как починок Тортымской с 14 дворами, в 1905 (уже село) — 11 дворов, в 1920 — 11 (7 удмуртских и 4 русских), в 1924 — 13. В 1865 году была построена деревянная Богородицкая церковь (закрыта в 1941 году). С 1965 года деревня. До 2021 года входила в состав Сюрзинского сельского поселения.

## Население
Постоянное население составляло 120 человек (1873), 90 (1905), 101 (1924), 155 человек в 2002 году (удмурты 88 %), 86 в 2012.